# Mollugogewächse
Die Mollugogewächse (Molluginaceae) sind eine Familie in der Ordnung der Nelkenartigen (Caryophyllales) innerhalb der Bedecktsamigen Pflanzen (Magnoliopsida).

## Beschreibung

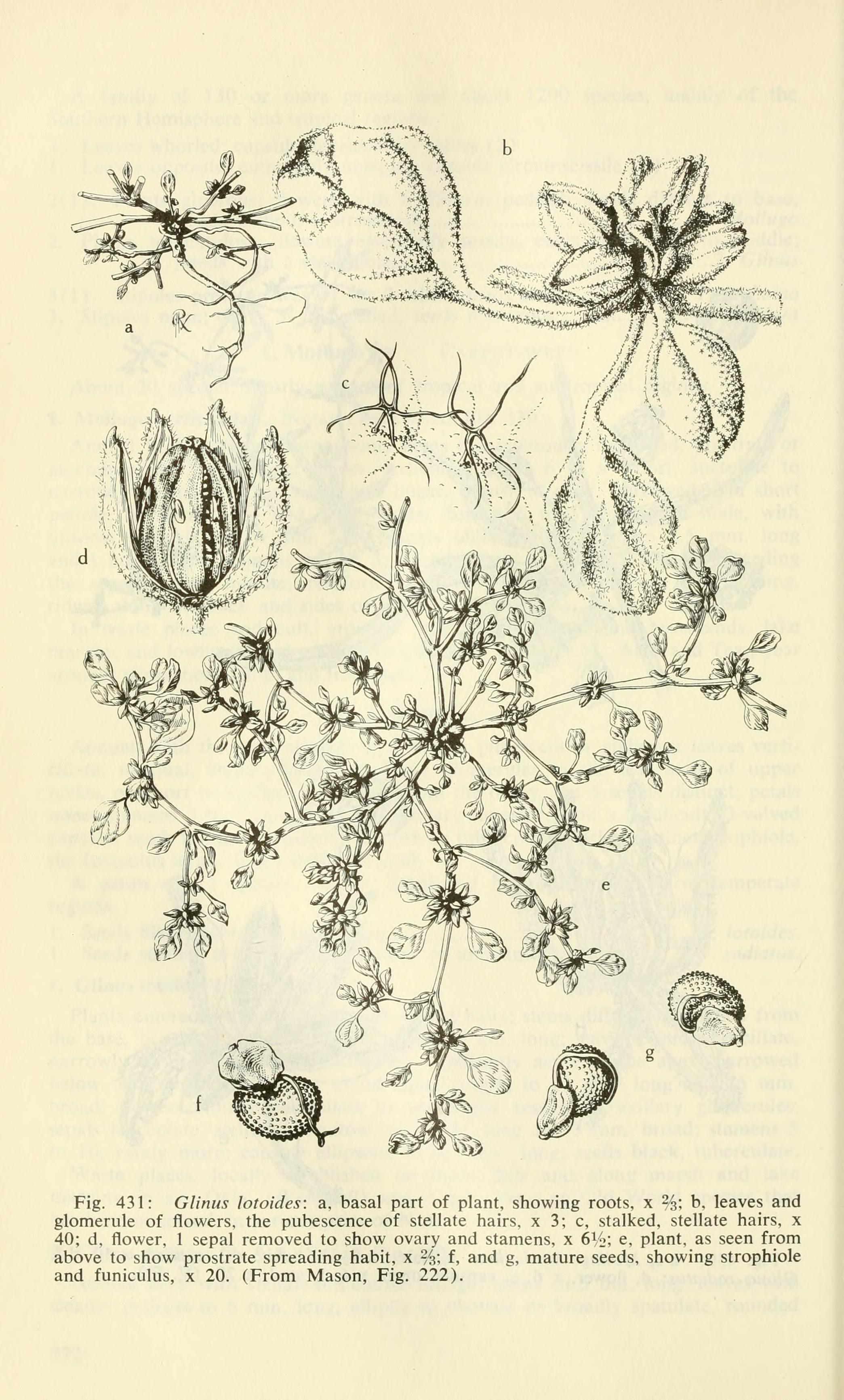
Illustration aus Aquatic and wetland plants of southwestern United States, S. 874 von Glinus lotoides

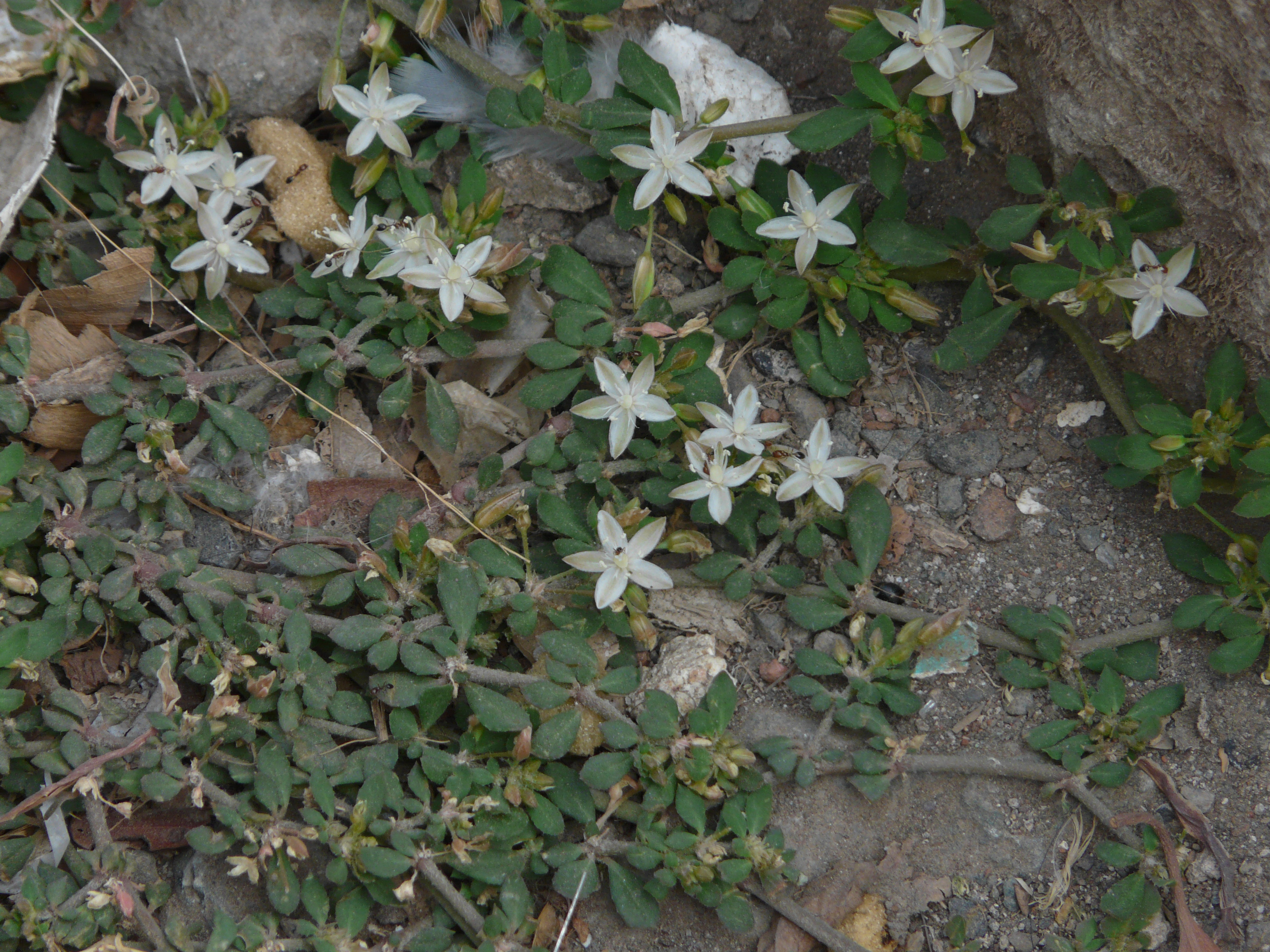
Habitus, Laubblätter und Blüten von Glinus oppositifolius

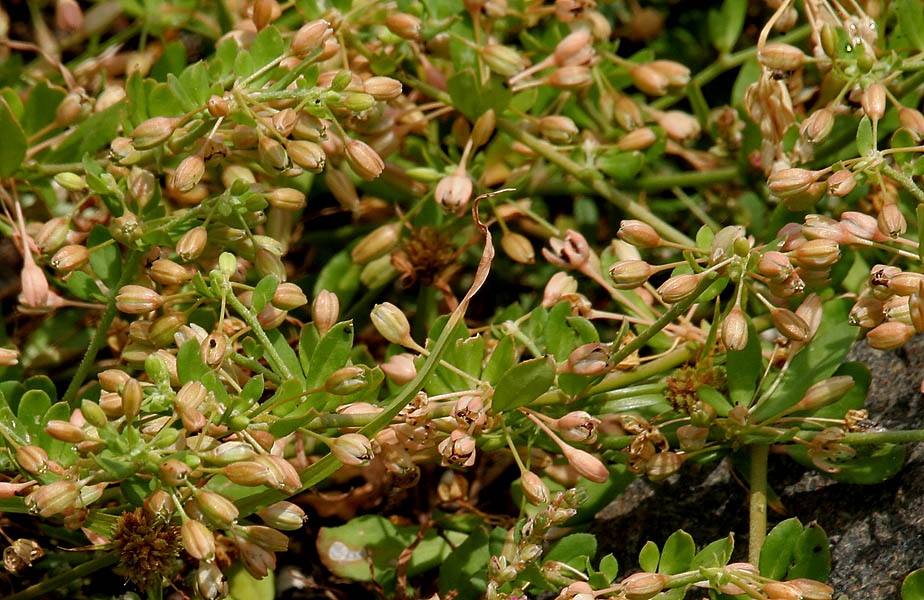
Habitus und Früchte von Glinus oppositifolius

### Habitus und Blätter
Es sind einjährige oder ausdauernde krautige Pflanzen, Halbsträucher oder Sträucher. Die oberirdischen Pflanzenteile sind meist kahl oder seltener sind Sternhaare (Indument) vorhanden. Viele Arten sind geringfügig sukkulent. Es sind oft Wachse auf der Cuticula vorhanden.
Die zwei Prophylle der Seitenachsen sind deutlich ausgebildet. Die meist wechselständig und spiralig, selten gegenständig angeordneten Laubblätter stehen oft in Rosetten oder Scheinwirteln zusammengefasst. Die einfachen Laubblätter sind fast immer ganzrandig. Die Nebenblätter sind häutig oder fehlen.

### Blütenstände und Blüten
Die Blüten stehen einzeln oder oft zu vielen in endständigen zymösen Blütenständen.
Die radiärsymmetrischen Blüten sind bei fast allen Arten zwittrig. Eingeschlechtige Blüten treten nur sehr selten auf; in diesem Fall sind die Pflanzenarten einhäusig getrenntgeschlechtig (monözisch). Es sind nur meist vier oder seltener fünf (bei Glinus bis zu zwanzig) kelchblattartige Blütenhüllblätter vorhanden. Staubblätter sind meist fünf bis zehn (zwei bis zwanzig) vorhanden. Die Staubfäden können frei oder an ihrer Basis verwachsen sein. Die dreizelligen Pollenkörner besitzen drei Aperturen und sind colpat mit spinuloser Oberfläche. Selten ein (Adenogramma), meist zwei bis fünf oder seltener viele Fruchtblätter sind zu einem oberständigen Fruchtknoten verwachsen. In axialer Plazentation sind eine bis viele Samenanlagen je Fruchtblatt vorhanden. Der Griffel ist kurz.

### Früchte und Samen
Die Kapselfrüchte sind lokulizidal oder sie öffnen sich mit einem transversalen Schlitz. Die stärkehaltigen Samen können einen Arillus besitzen. Es ist Endosperm vorhanden. Der chlorophylllose Embryo ist gekrümmt.

### Inhaltsstoffe und Chromosomenzahlen
Sie enthalten Flavonoide (C-Glycosylflavonoide), Ferulasäure und oft Saponine (Hopan-Saponine). Calciumoxalat-Kristalle werden als Raphiden akkumuliert. Es sind oft C3-Pflanzen oder C4-Pflanzen.
Die Chromosomengrundzahlen betragen x = 9.

## Systematik und Verbreitung

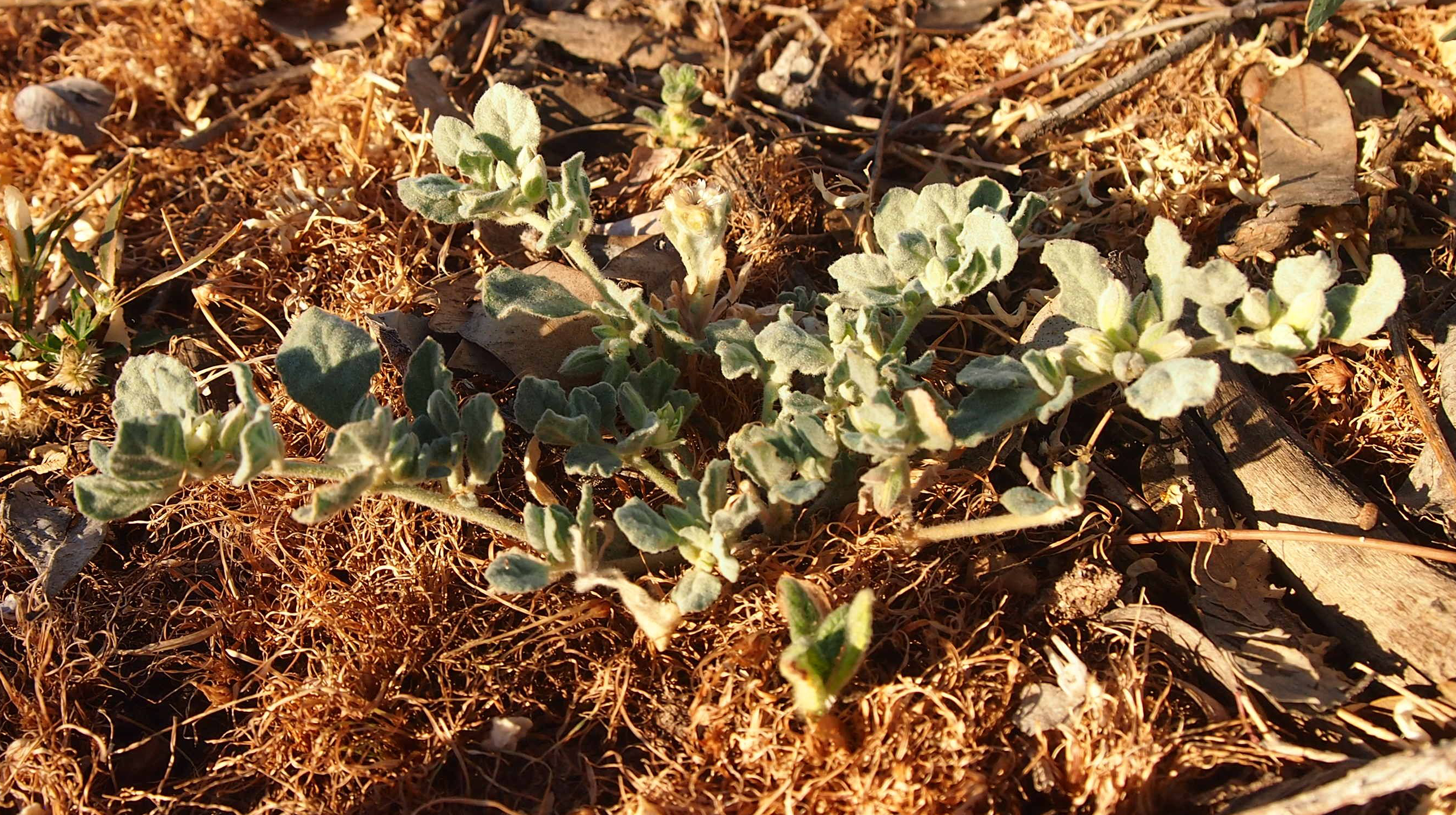
Habitus und Laubblätter von Glinus lotoides

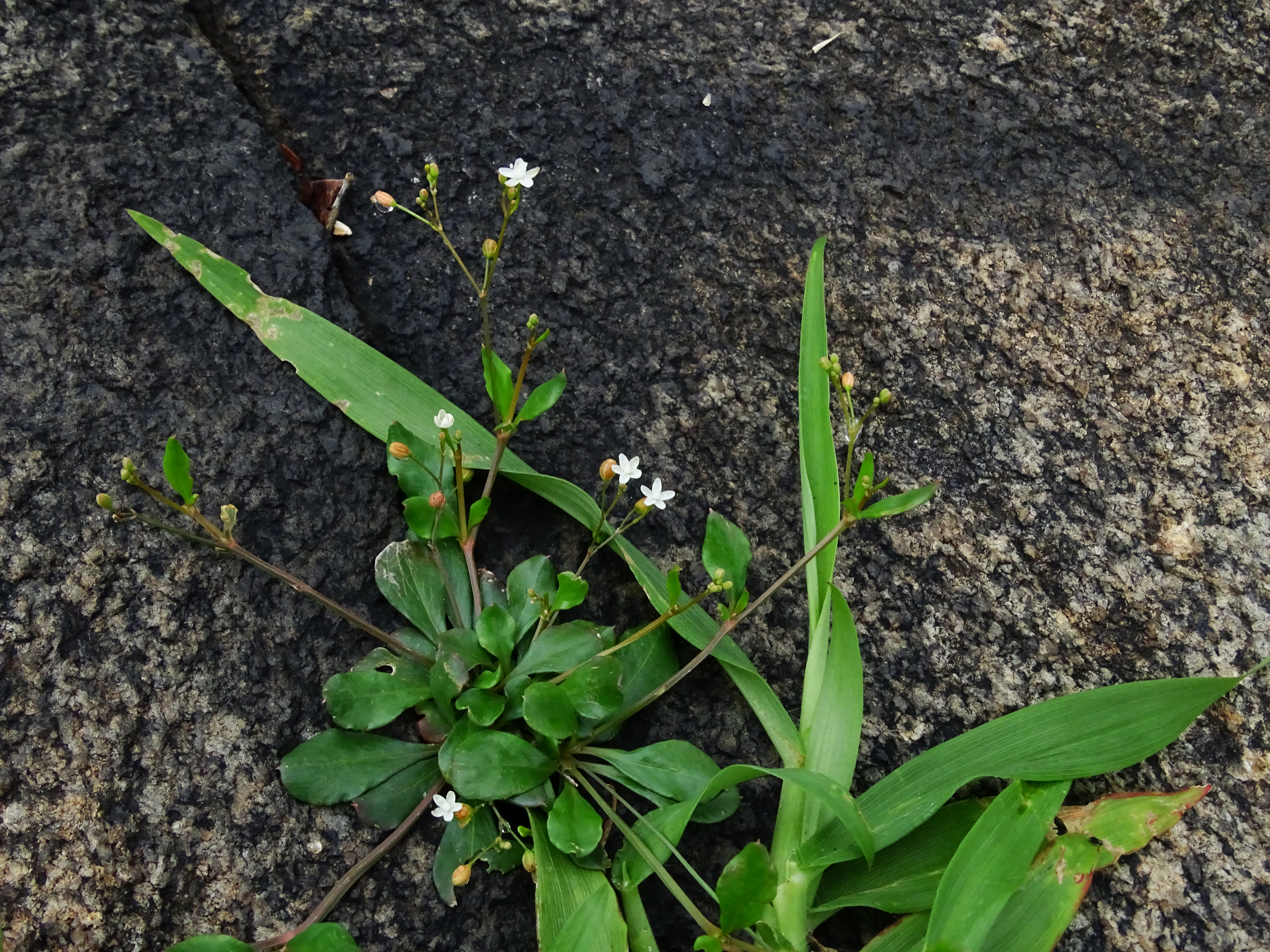
Mollugo nudicaulis

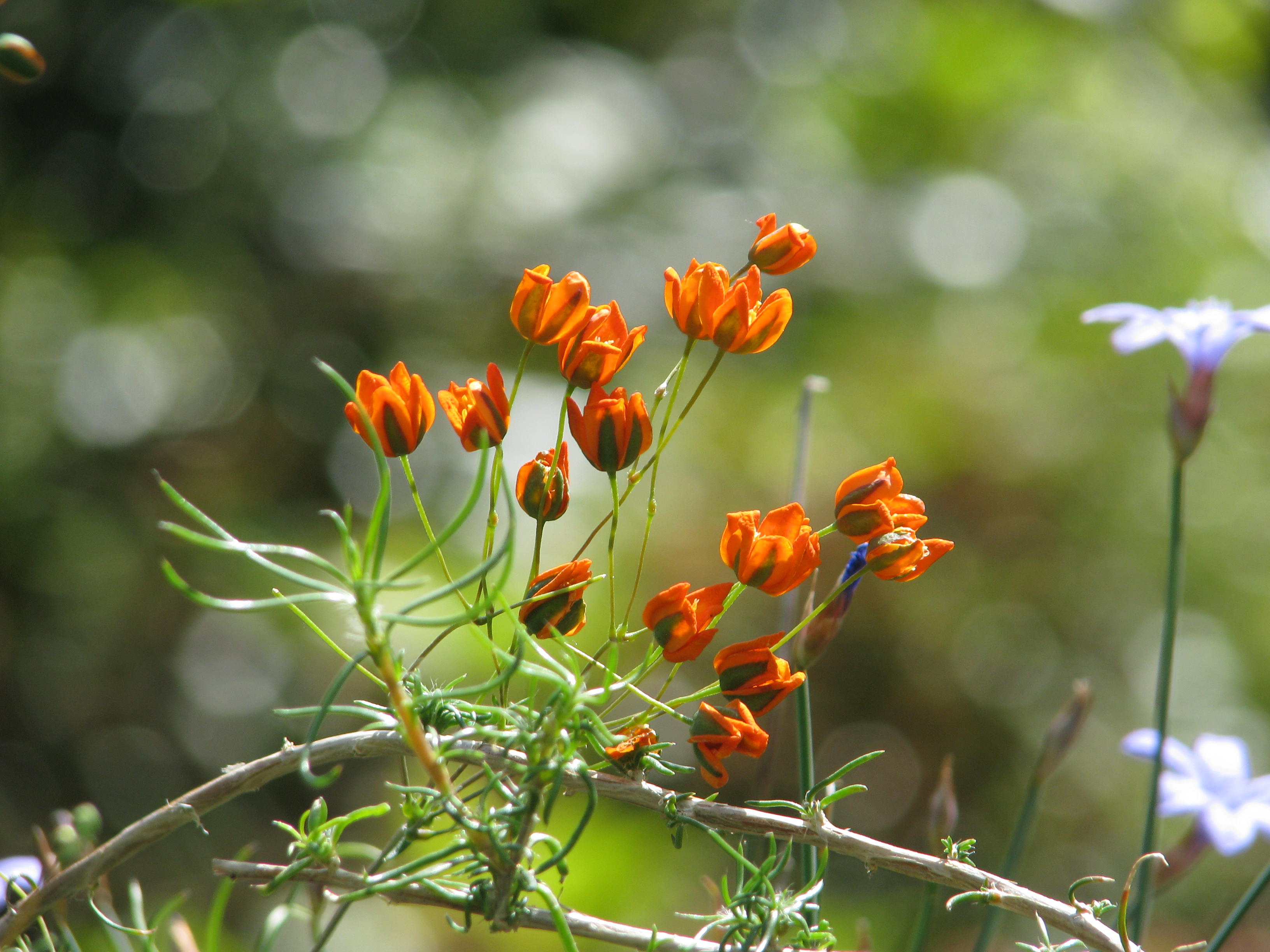
Blüten von Pharnaceum aurantium

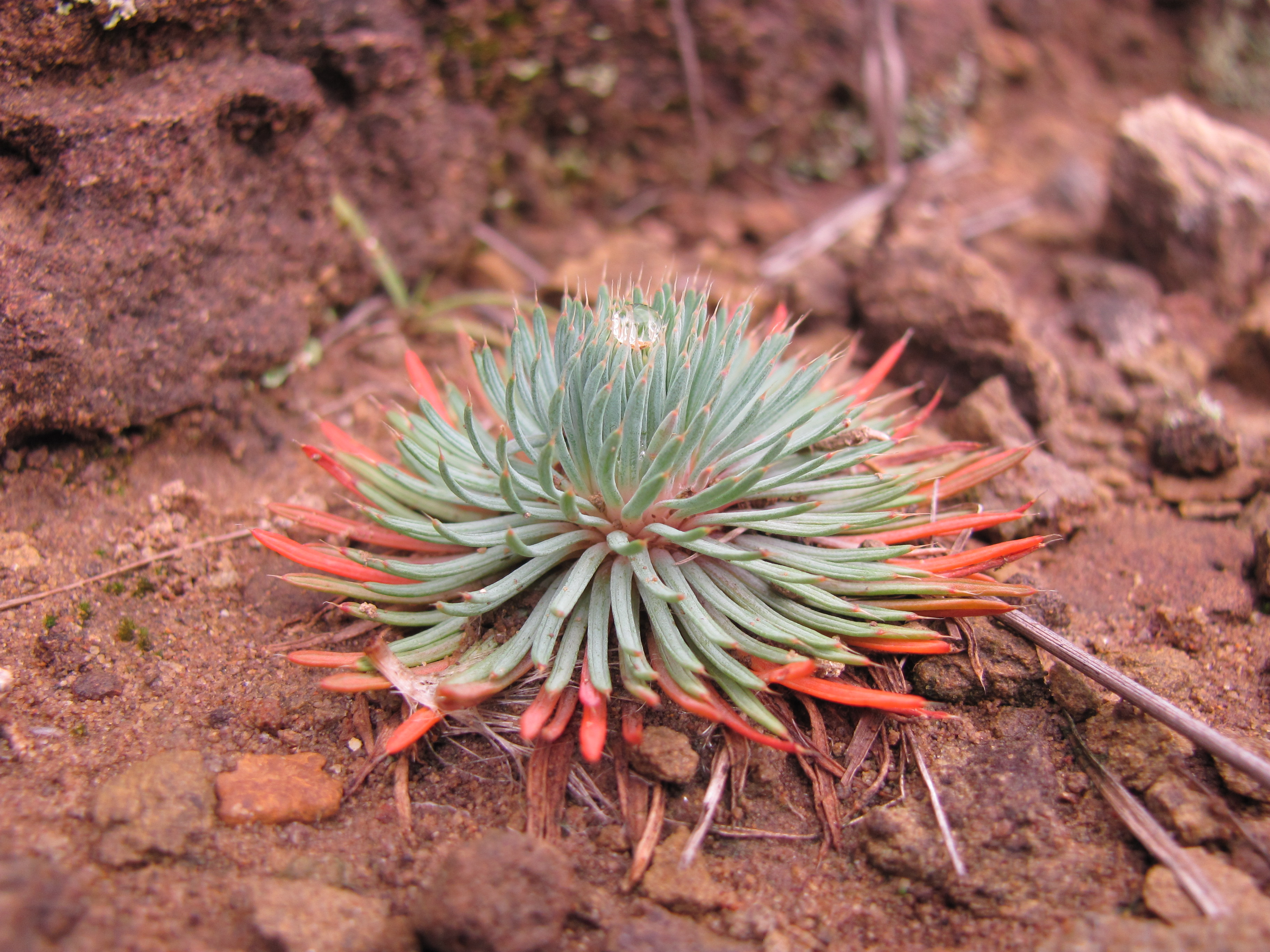
Psammotropha myrianthas

Der Familienname Molluginaceae wurde 1825 von Friedrich Gottlieb Bartling in Beiträge zur Botanik, 2, S. 158 veröffentlicht. Typusgattung ist Mollugo L. Synonyme für Molluginaceae Bartl. sind: Adenogrammaceae Nakai, Glinaceae Mart., Polpodaceae Nakai. Früher gehörten die heute hier eingeordneten Taxa zu den Aizoaceae. Mit rbcL-Gensequenz-Analysen wurde ein Kladogramm von M. W. Chase et al. 1993 erstellt, das zeigte, dass die Molluginaceae nicht den Aizoaceae nahestehen. Die genaue Position der Familie innerhalb der Ordnung der Caryophyllales wird noch diskutiert.
Die Zugehörigkeit von Corrigiola L. und Telephium L. zur Familie Molluginaceae oder Caryophyllaceae wurde kontrovers diskutiert, doch molekulargenetische Untersuchungen stellen sie in letztere Familie, als einzige der beiden Gattung der Tribus Corrigioleae. Manche Autoren ordnen auch die Gattung Gisekia hier ein. Diese bildet nach der APWebsite eine eigene Familie Gisekiaceae; sie gehörte aber auch zur Unterfamilie der Rivinioideae innerhalb der Familie Phytolaccaceae. Die beiden manchmal hier eingeordneten Gattungen Limeum L. (Syn.: Semonvillea J.Gay) und Macarthuria Hügel ex Endl. gehörten seit 2005 zu den Limeaceae Shipunov ex Reveal. Die Gattung Corbichonia Scop. (Syn.: Orygia Forssk.) gehörte zur Familie Lophiocarpaceae und für sie wurde 2016 eine eigene Familie Corbichoniaceae aufgestellt.
Die Gattungen der Familie Molluginaceae wurden 1993 aus der Familie Aizoaceae ausgegliedert. Molekulargenetische Daten zeigten, dass die Familie Molluginaceae im traditionellen Umfang polyphyletisch war. Um eine monophyletische Familie Molluginaceae zu erzielen, wurden einige Gattungen in andere Familien, beispielsweise Caryophyllaceae, Limeaceae, Lophiocarpaceae, Microteaceae gestellt. Dies war der Umfang der Familie Molluginaceae in APG III. Die Gattung Macarthuria war früher in die Familie der Molluginaceae und vor Christenhusz et al. 2014 in die Familie der Limeaceae eingeordnet. Aber weitere Studien zeigten, dass beim Verbleib von Macarthuria und Hypertelis die Familie Molluginaceae polyphyletisch bleibt. Die Gattung Hypertelis s. l. war auch nicht monophyletisch, deshalb wurde die neue Gattung Kewa und nur noch die Typusart in einer monotypischen Gattung Hypertelis. Es zeigte sich, dass auch diese beiden Gattungen nicht in einer Molluginaceae s. str. verbleiben können, um Monophylie zu erzielen. Erst durch die durch Christenhusz et al. 2014 aufgestellten Familien Kewaceae und Macarthuriaceae ist auch die Familie Molluginaceae monophyletisch.
Die Molluginaceae sind weltweit in trockenen (ariden) Gebieten der Tropen und Subtropen verbreitet. Hauptverbreitungsgebiet ist das südliche Afrika.
In der Familie Molluginaceae gibt es seit 2014 etwa acht (früher bis zu 13) Gattungen mit etwa 90 Arten:
- Adenogramma Rchb. (Syn.: Steudelia C.Presl): Die zehn bis zwölf Arten sind in Afrika verbreitet.
- Coelanthum E.Mey. ex Fenzl: Die nur zwei bis drei Arten sind im südlichen Afrika verbreitet.
- Glinus L. (Syn.: Nemallosis Raf., Paulo-wilhelmia Hochst., Plenckia Raf., Sherardia Boehm., Tryphera Blume, Wycliffea Ewart & A.H.K.Petrie): Die etwa zehn Arten sind weitverbreitet.
- Mollugo L. (Syn.: Doosera Roxb. ex Wight & Arn., Galiastrum Heist. ex Fabr., Glischrothamnus Pilg., Rolofa Adans.): Die etwa 35 Arten sind weitverbreitet. Die meisten Arten gedeihen in tropischen bis subtropischen Gebieten; einige Arten reichen bis in gemäßigte Gebiete der Nordhalbkugel.
- Pharnaceum L. (Syn.: Ginginsia DC.): Die etwa 25 Arten sind im südlichen Afrika verbreitet.
- Polpoda C.Presl (Syn.: Blepharolepis Nees): Die nur zwei Arten kommen nur in Südafrika vor.
- Psammotropha Eckl. & Zeyh. (Syn.: Mallogonum Rchb.): Die etwa elf Arten sind alle im südlichen Afrika verbreitet, zwei davon reichen auch bis ins tropische Afrika.
- Suessenguthiella Friedrich: Die ein oder zwei Arten kommen nur im südlichen Afrika vor.

## Nutzung
Vom Menschen werden kaum Arten aus dieser Familie genutzt. Von Mollugo verticillata können die Blätter als Gewürz verwendet werden und die medizinischen Wirkungen wurden untersucht.